# 李當泰
李當泰（1563年—？），又名俞當泰，字元祉，號乾修，直隶鳳陽府泗州署籍，山东兗州府魚臺縣人，明朝政治人物。

## 生平
嘉靖癸亥十月十二日（官年）生。原名李應傑，萬曆十九年（1591年）辛卯科應天鄉試第九名舉人。萬曆二十三年（1595年）乙未科會試第八十一名，廷試三甲第三十一名進士。兵部觀政，六月授浙江海盐县知县，二十八年任浙江鄉試同考官，升户部主事，三十二年管太仓银库。四十一年起工部都水司主事，四十二年南旺管閘，四十四年加升郎中。

## 家族
曾祖李彦華。祖李贤，寿官。父李紹，贈文林郎知縣，母洪氏，封太孺人。慈侍下。娶鄭氏，贈孺人；继娶朱氏，封孺人。